# Terebratalia gouldi
Terebratalia gouldi är en armfotingsart som först beskrevs av Dall 1891.  Terebratalia gouldi ingår i släktet Terebratalia och familjen Terebrataliidae. Inga underarter finns listade i Catalogue of Life.